# Fort Bowie
Le fort Bowie est un poste avancé du XIXe siècle de l'armée des États-Unis situé dans le sud-est de l'Arizona près de la ville actuelle de Willcox. Les bâtiments restants et le site sont maintenant protégés en tant que « site historique national de fort Bowie ».
Le fort Bowie est créé par les volontaires de Californie en 1862 après une série d'engagements entre la colonne de Californie et les Apaches Chiricahuas. La bataille la plus violente est celle d'Apache Pass en juillet 1862. Le fort est nommé en l'honneur du colonel George Washington Bowie commandant le 5th California Infantry, qui a créé en premier le fort. Le premier fort Bowie ressemble plus à un camp de fortune qu'à un poste permanent de l'armée. En 1868, un deuxième fort Bowie, plus substantiel, est construit qui comprend des baraquements d'adobe, des maisons, des corrals, un poste de traite, et un hôpital. Le deuxième fort Bowie est construit sur un plateau à environ 500 mètres à l'est du premier site. Pendant plus de 30 ans, le fort Bowie et le col Apache sont le point focal des opérations militaires qui culminent finalement avec la reddition de Geronimo en 1886 et le bannissement des Chiricahuas en Floride et en Alabama. Le fort est abandonné en 1894.

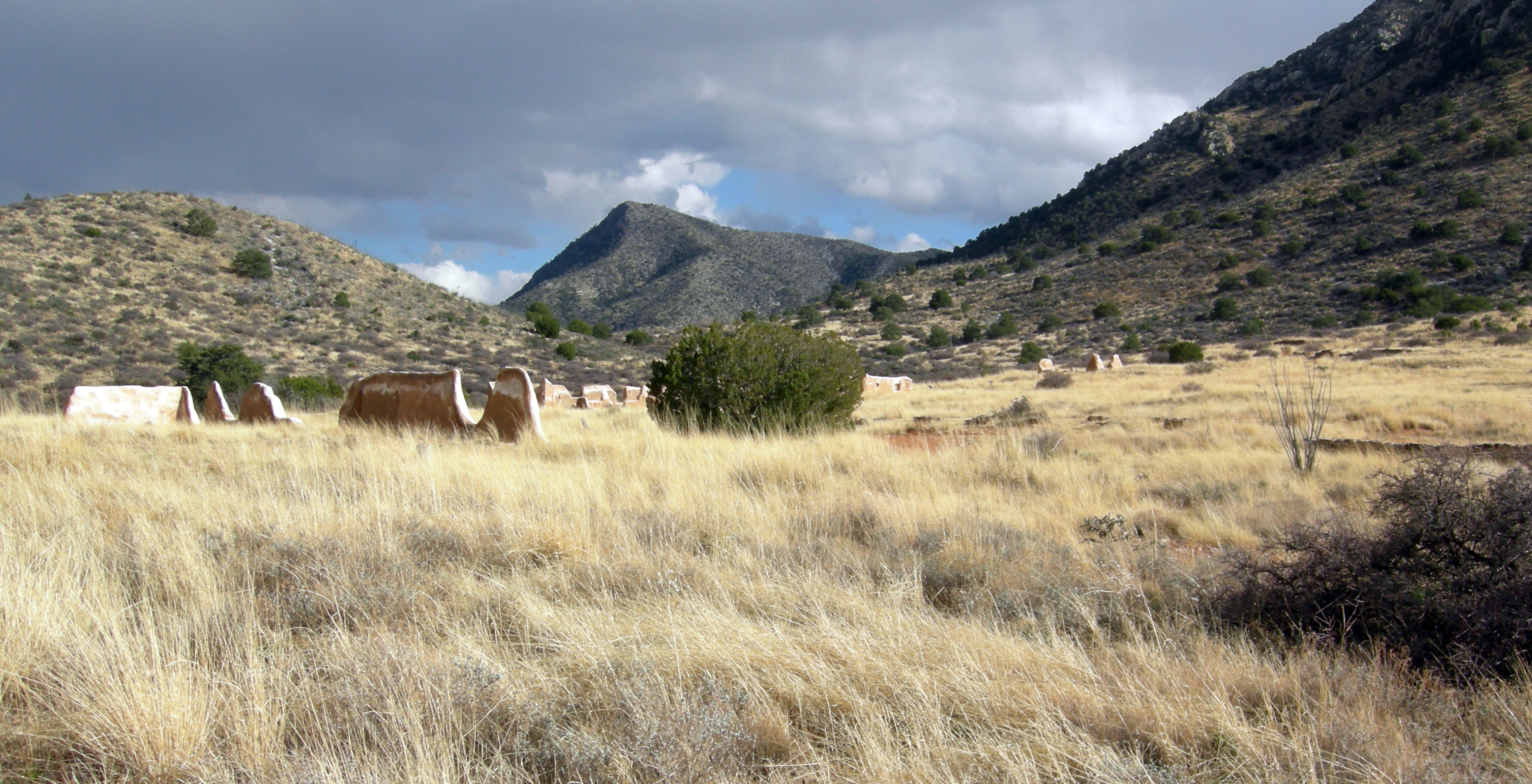
Le site du fort Bowie en 2009.

## Histoire
Deux engagements entre l'armée des États-Unis et les Chiricahuas conduisent à la construction du fort Bowie en 1862. Le premier engagement, connu comme l'affaire Bascom, se déroule en janvier 1861 lorsqu'une bande d'Apaches lance un raid contre le ranch de John Ward. Ward croit à tort que Cochise et les Apaches Chiricahuas sont responsables du raid et demande que l'armée lance une action contre Cochise pour récupérer les biens volés pendant le raid. La mois suivant, l'armée répond à la demande de Ward en envoyant le lieutenant George Nicholas Bascom (en) et cinquante-quatre hommes au col Apache pour affronter Cochise. Bascom parvient à capturer Cochise et menace de le retenir en otage tant que les biens de Ward ne sont pas restitués mais le chef Apache parvient à s'échapper. Le combat sporadique entre les guerriers de Cochise et les troupes de l'armée se poursuivront pendant les années suivantes.

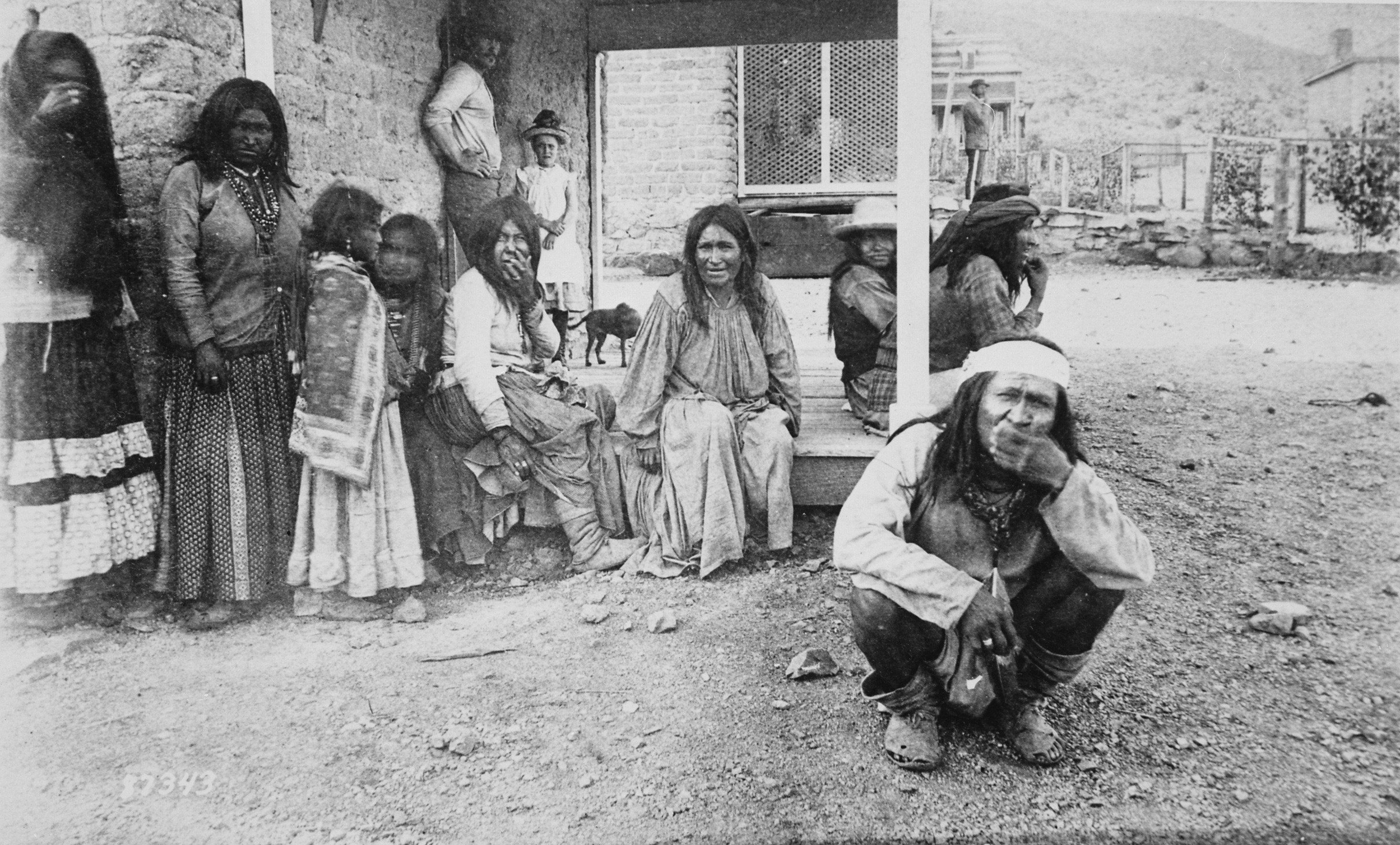
Prisonniers apaches au fort Bowie, 1884

Le deuxième engagement majeur est la bataille d'Apache Pass, livrée les 15 au 16 juillet 1862. Un régiment de l'Union sous les ordres du brigadier général James Henry Carleton est pris en embuscade par une bande d'Apaches pendant qu'il est en chemin de la Californie vers le Nouveau-Mexique pour affronter les troupes confédérées. Cette bataille aboutit à l'établissement ultérieur du fort Bowie de façon à protéger le col Apache et une source importante d'eau, Apache Spring. La construction du premier fort Bowie commence en 1862 mais il ressemble plus à un camp temporaire plutôt qu'à un fort militaire permanent. En 1868, un deuxième fort Bowie plus substantiel est construit à environ 500 mètres vers l'est. Pendant plus de 30 ans, le fort Bowie et le col Apache sont le point focal des opérations militaires qui culminent finalement par le reddition du Geronimo en 1886 et le bannissement des Chiricahuas en Floride et en Alabama. Le fort est abandonné en 1894.

### Commandants
- Commandant Theodore H. Coult 27 juillet – septembre 1862
- Capitaine Hugh L. Hinds septembre 1862 – mai 1863

### Garnisons du fort Bowie
- Compagnie G, 5th California Infantry. 27 juillet 1862 – janvier 1863
- Compagnie E, 5th California Infantry. janvier 1863 – mai 1863
- Compagnie K, 5th California Infantry. mai 1864 – septembre 1864
- Compagnie L, 1st California Cavalry. juin 1865 – janvier 1866
- Compagnie L, 1st California Cavalry. mars 1866 – avril 1866

Le site du fort Bowie et du col Apache est déclaré monument historique national en 1960,,.
Les restes du fort Bowie sont conservés précautionneusement, comme le sont les murs d'adobe de plusieurs bâtiments du poste et les ruines du relais de poste Butterfield (en) Le site est situé sur la route en terre du col Apache que l'on peut prendre à partir de l'Interstate 10 près de Bowie ou à partir de l'Arizona Highway 186 juste au nord de l'entrée du monument nation Chiricahua. L'accès au ruines du fort Bowie et au centre des visiteurs se fait pas une piste pédestre de 1,5 milles (2,4 km) qui commence à la zone de parking le long de la route du col Apache. Cette piste vers le vieux fort passe par les sites historiques tels que Apache Spring, Siphon Canyon, les ruines de l'arrêt du relais de Butterfield et le camp Bascom.
En 1958, le western intitulé « Fort Bowie » y est tourné, avec Ben Johnson à l'affiche. Le film dépeint l'un des conflits entre la cavalerie des États-Unis installée dans le fort et les Apaches.

## Galerie
| - Fort Bowie, vers 1880. - Fort Bowie en 1893. - Ruines actuelles du fort Bowie. - Site actuel du fort Bowie. |